# Lomas de Campos
Lomas de Campos egy község Spanyolországban, Palencia tartományban. Lomas de Campos Villoldo, Villalcázar de Sirga, Villarmentero de Campos és Revenga de Campos községekkel határos. Lakosainak száma 41 fő (2024).

## Népesség
A település népessége az elmúlt években az alábbi módon változott:
| Lakosok száma | 57   | 56   | 52   | 54   | 51   | 53   | 53   | 51   | 44   | 41   |
|               | 2001 | 2004 | 2007 | 2009 | 2012 | 2014 | 2017 | 2019 | 2022 | 2024 |